# Électrolyse chlore-soude
L'électrolyse chlore-soude est une électrolyse chlore-alcali visant à produire du dihydrogène, de la soude et du dichlore à partir d'une saumure (eau chargée en sel) par l'apport d'énergie électrique.

## Principe
Les demi-réactions ayant lieu sont :
À l'anode : 2Cl− → Cl2+ 2e−
À la cathode : Na+ + H2O + e− → NaOH + ½ H2
Les demi-réactions doivent être isolées l'une de l'autre pour ne pas réaliser l'électrolyse de l'eau. Cet isolement peut se faire par une membrane qui confine les ions chlorure dans le bain anodique ou par catalyse (en utilisant, par exemple une électrode de mercure liquide)